# Liste der Monuments historiques in Vouxey
Die Liste der Monuments historiques in Vouxey führt die Monuments historiques in der französischen Gemeinde Vouxey auf.

## Liste der Immobilien
| Bezeichnung        | Beschreibung                                                                     | Standort                      | Kennzeichnung | Schutzstatus | Datum | Bild           |
| ------------------ | -------------------------------------------------------------------------------- | ----------------------------- | ------------- | ------------ | ----- | -------------- |
| Friedhofskreuz     | Stein, 16. Jahrhundert                                                           | auf dem Friedhof (Lage)       | PA00107321    | Classé       | 1909  | weitere Bilder |
| Croix d’Imbrécourt | Wegekreuz; Stein, 1511                                                           | Imbrecourt, Grande Rue (Lage) | PA00107322    | Classé       | 1907  | weitere Bilder |
| Kirche St-Martin   | Turm, Ende des 12. Jahrhunderts; Schiff gegen Ende des 15. Jahrhunderts umgebaut | Place Duquesnoy (Lage)        | PA00135701    | Classé       | 1995  | weitere Bilder |

## Liste der Objekte
| Bezeichnung               | Beschreibung                   | Standort                       | Kennzeichnung | Schutzstatus | Datum | Bild |
| ------------------------- | ------------------------------ | ------------------------------ | ------------- | ------------ | ----- | ---- |
| Skulptur Heiliger Rochus  | Stein, farbig gefasst, um 1540 | in der Kirche St-Martin (Lage) | PM88001000    | Classé       | 1964  |      |
| Skulptur Madonna mit Kind | Stein, 15. Jahrhundert         | in der Kirche St-Martin (Lage) | PM88000999    | Classé       | 1951  |      |
| Drei Heiligenskulpturen   | Stein, 16. Jahrhundert         | in der Kirche St-Martin (Lage) | PM88001001    | Classé       | 1972  |      |